# Alangulam
Alangulam is een panchayatdorp in het district Virudhunagar van de Indiase staat Tamil Nadu. 

## Demografie
Volgens de Indiase volkstelling van 2001 wonen er 4.965 mensen in Alangulam, waarvan 51% mannelijk en 49% vrouwelijk is. De plaats heeft een alfabetiseringsgraad van 77%. 